# Ábrahám (Terah fia)
Ábrahám (héberül: אַבְרָהָם Avraham, tibériai kiejtésselʾAḇrāhām,  askenázi kiejtéssel Avrom, Avrohom vagy Avruhom; jelentése: sokak apja/vezére; arabul: ابراهيم, Ibrāhīm) próféta volt, akit a judaizmus mellett a kereszténység, az iszlám és számos kisebb vallás is ősatyaként tisztel.
Ábrahám nem volt zsidó, hiszen akkoriban még nem léteztek zsidók. Viszont Sém leszármazottjaként Ábrahám sémita volt. Történetét a Teremtés könyve írja le, amely szerint Ábrahám az izraeliták, az ismaeliták (arabok), a midianiták és az edomiták ősatyja. Terah (vagy Terach) fia volt, Nákhor és Hárán testvére. A zsidó hagyomány szerint ő az egyistenhit megalapítója. A Teremtés könyvében legelőször Ábrám névvel jelenik meg, amely feltehetőleg "magasztalt atyát" jelent. A könyv 17. fejezetének ötödik versében az Úr és Ábrám között kötött szövetség emlékére változik át neve Ábrahámra:
És ne neveztessék ezután a te neved Ábrámnak, hanem legyen a te neved Ábrahám, mert népek sokaságának atyjává teszlek téged. (Ter. 17:5)
Ábrahám Noé tizedik és Ádám huszadik leszármazottja volt. Harránból származott, csak a kései hagyomány származtatja a khaldeai Ur városából. Itt kötötte meg a fentebb is említett szövetséget az Úrral, amely szerint Ábrahám és népe egyedül őt ismeri el istenének, és cserébe az Úr neki adja Kánaán földjét, és nemzedékét megsokasítja. A szövetség miatt indult el Ábrahám és népe az ígéret földjére.

A judaizmust, a kereszténységet és az iszlámot, szokás ábrahámi vallásoknak is nevezni, ugyanis ezek szent könyveiben Ábrahám ősatyaként, a vallás alapítójaként jelenik meg. Mellettük számos egyéb vallás és felekezet is épít az ábrahámi örökségre (így például a bahái vallás[forrás?]). A zsidó vallásban Ábrahámot gyakran az Avraham Avinu (אַבְרָהָם אָבֿינו, askenázi kiejtéssel Avrom Ovinu) névvel illetik, amelynek fordítása hozzávetőleg "Atyánk, Ábrahám". Isten megígérte Ábrahámnak, hogy leszármazottain keresztül a világ minden nemzete áldott lesz. Ezt a kereszténység hagyományosan Krisztusra való utalásként fogja fel. Az ábrahámi vallások követői egyaránt úgy tekintenek rá, mint Izráel népének atyjára, hiszen első feleségétől, Sárától születik meg Izráel apja, Izsák. A muszlimok iszlám prófétaként tekintenek Ábrahámra, ugyanis második feleségétől, Hágártól született meg Mohamed elődje, Izmael. Noha Ismáel volt Ábrahám elsőszülött fia, az Ószövetség mégis Izsákot tekintette jogos utódnak, mivel a Szentírás Hágárt Sára szolgálójaként említi.

## Ábrahám a Teremtés könyvében
Ábrahám nevére többször is utal a Héber Biblia, de életének történetét a Teremtés könyve mutatja be. Ábrahám életútja a 11. fejezet 26. versétől kezdve bontakozik ki. A fejezet Noé gyermekének, Sémnek az utódait sorolja fel, magába foglalva Hébert is, a héber nép névadóját. Sém leszármazottait a fejezet egészen Ábrahámig vezeti. Az ősatya története a 25. fejezet 10. verséig tart.
Ábrahám apja Terah volt, aki a khaldeai Ur városából származott, amelyet a legtöbb történész a khaldeaiak uralma alatt álló dél-mezopotámiai területre tesz. Egyes megközelítések szerint viszont a khaldeus Ur az észak-mezopotámiai Urfára utal. A város lakói mind a mai napig hagyományosan Urfát tartják Ábrahám szülővárosának. Ugyancsak mások a letűnt Urkes települést vélik az igazi khaldeus Urnak. További kutatások rámutattak, hogy a khaldeus szó másra is utalhat. Egyrészt a korabeli Mezopotámiában khaldisz névvel illették az istenek egy csoportját, másrészt pedig az Urartuban beszélt nyelvet is khaldeainak mondták. Ábrahám Urból Hárán vidékére költözött, amelynek közelében található Urfa és Ura, mint a khaldeus Ur lehetséges megfelelői. Sőt, Nuzi, Ebla és Ugarit kőtábláin fennmaradtak utalások egy északon fekvő Ur nevű településre. Hárán vidékén egyébként több olyan történelmi település neve is fennmaradt, amelyek Ábrahám őseinek nevét viselik (például: Péleg, Sérug, Nákhor és Tháré).

Ábrám a khaldeus Urban veszi feleségül Szárait, aki ugyan rangjához méltó, de magtalan, és még Ur városában hal meg bátyja, Hárán, Lót apja. Ábrám az Úr parancsára innen indult el az ígéret földjére, Kánaánba. A közeli Hárán vidékén telepedett le, a Habor folyó partján álló Carrhae, azaz Harrán városában. Itt halt meg Ábrám apja életének 205. évében.
Itt az Úr ismét megszólította Ábrámot, és felszólította őt, hogy népével együtt induljon el arra a földre, amelyet Ő mutat neki. Cserébe Jahve megígérte az akkor 75 éves és gyermektelen Ábrámnak, hogy leszármazottai benépesítik majd a Földet. Ábrám tehát útnak indult Kánaán felé feleségével Száraival és Lóttal, valamint házának népével és nyájával. Egészen Sikhem vidékéig vezette Ábrámot az Úr, ahol a szent fánál a Mindenható megjelent Ábrám előtt, és neki valamint leszármazottainak adta a földet. Ábrám itt oltárt épített a teofánia emlékére, és továbbindult Béthel és Ai irányába.

### Ábrahám testvérének nevezi Sárát
A Teremtés Könyve két különböző történetet említ meg, amikor Ábrám (vagy később Ábrahám) testvérének nevezi feleségét. A két történet között több hasonlóság is felfedezhető. Ábrahám egész népével együtt délre indult el mindkét esetben, és amikor az új területek uralkodói érdeklődést mutattak Sára iránt, bölcsebbnek tartotta letagadni kettejük kapcsolatát. Ábrahám mindkét esetben attól tartott, hogy urai megölik, ha megtudják, hogy Sára a felesége. Előbb Egyiptom fáraója, majd később Abimélek is megpróbálta feleségül venni Sárát. Végül az Úr segítségével Ábrahám meggazdagodva, szerencsésen és Sárával az oldalán hagyta el urainak királyságát.

#### Ábrám és a fáraó
Az első történet a Teremtés Könyve 12:10-20 versében jelenik meg. Ábrám Ai és Béthel között telepedett le népével együtt, de az országot hamarosan aszály és éhínség sújtotta. Ezért Ábrám arra kényszerült, hogy délre, Egyiptom földjére vezesse népét az éhhalál elől. Mivel Sára igen szép nő volt, Ábrám arra kérte, hogy mondja testvérének magát, mert így elkerülhetik, hogy az egyiptomiak megöljék őt, és erővel elvegyék Sárát.

Mikor Ábrám és népe a fáraó elé vonult, az egyiptomi hercegek valóban felfigyeltek Sára kivételes szépségére, és elhalmozták Ábrámot ajándékokkal és kinccsel, hogy megnyerjék tőle a szépséges lány kezét. Ezek után Sárát "elvivék a Fáraó udvarába", vagyis feltehetőleg az uralkodó háremébe. Az Úr azonban haragra gerjedt, és nagy csapásokkal sújtotta a fáraót és országát a házasságtörés miatt. Az uralkodó ekkor döbbent rá, hogy Sára Ábrám felesége. A fáraó úgy döntött, hogy Ábrám és népe minden Egyiptomban szerzett javával együtt elhagyhatja a birodalmat, hogy a végzetes csapásokat elhárítsák.

#### Ábrahám és Abimélek
A második történet a Teremtés Könyvében két részre bomlik. Az első a könyv 20:1-16 versében található, míg a második a 21:22-34 versekben. Ábrahám népével együtt a déli tartományba költözött, Gérárba, amelynek királyát Abiméleknek hívták. Ábrahám ismét letagadja, hogy Sára a felesége lenne, és ezért a király feleségül veszi a szépséges Sárát. De az Úr megjelent Abimélek álmában, és elmondta neki az igazat, elismerve, hogy önhibáján kívül vétkezett. Ugyanakkor az Úr felszólította Gérár királyát, hogy adja vissza Sárát Ábrahámnak. Amikor Abimélek kérdőre vonta Ábrahámot, ő azzal védekezett, hogy Sára valójában az ő féltestvére, ezért nem hazudott.

Erre Abimélek visszaadta Sárát Ábrahámnak, és engesztelésül szolgákat és jószágokat adott ajándékba neki, és azt is megengedte, hogy népével együtt bárhol letelepedhet Gérár földjén. Abimélek ezen felül ezer ezüstpénzt ad Ábrahámnak, hogy "az Sára számára a szemek befedezője" legyen. Ez feltehetőleg arra utal, hogy ezzel a király biztosítani akarta Sára ártatlanságát. A fejezet utolsó két verse azt írja le, hogy az Úr "erősen bezárta vala az Abimélek háza népének méhét". Ez azt jelenti, hogy amíg Sára a király felesége volt, az Úr nem örvendeztette meg Abiméleket gyermekáldással. Ez egyúttal arra is utal, hogy Sára feltehetőleg hosszú időt töltött el Abimélek udvarában, mielőtt az Úr megjelent volna a király álmában.
Az Ószövetség Abimélek történetét Izsák világra jötte után folytatja. Ekkor a gérári uralkodó felismerve, hogy az Úr Ábrahám mellett áll, szövetséget ajánl neki, amelyet Ábrahám el is fogad. Történt azonban, hogy Abimélek alattvalói erővel elvettek egy kutat Ábrahámtól, amit ő elpanaszolt a királynak. Abimélek viszont nem látta megalapozottnak Ábrahám panaszát. Erre Ábrahám juhokat és barmokat adományozott Abiméleknek, hogy megerősítse szövetségüket, és hét anyajuhot kiemelt ajándékából, hogy azok emlékeztessék a királyt arra, hogy az a kút, amelyet Ábrahám népe esküjük színhelyén ás majd, Ábrahámhoz tartozik. A szövetség helyszínét Beersebának nevezték el, ami az eskük kútját, vagy hetek kútját, vagy hét kutat jelent.

### Mamré
Ábrám Egyiptomból a kánaáni Ai földjeire tért vissza népével és családjával együtt. A fáraó ajándékaival gyarapodva Ábrám népe lassan kinőtte saját törzsterületét. Az egyre növekvő gulyákat és nyájakat szét kellett választani, ezért Ábrám és Lót úgy határoztak, hogy elválnak egymástól. Ábrám megengedte unokatestvérének, hogy ő válasszon elsőként területet. Lót a Jordán folyó keleti partján fekvő termékeny síkságot választotta Szodoma és Gomora közelében. Ábrám pedig Kánaán földjén maradt, és az Úr vezetésével levonult Hebronba, Mamré tölgyesei közé, ahol oltárt állított az Úr tiszteletére.

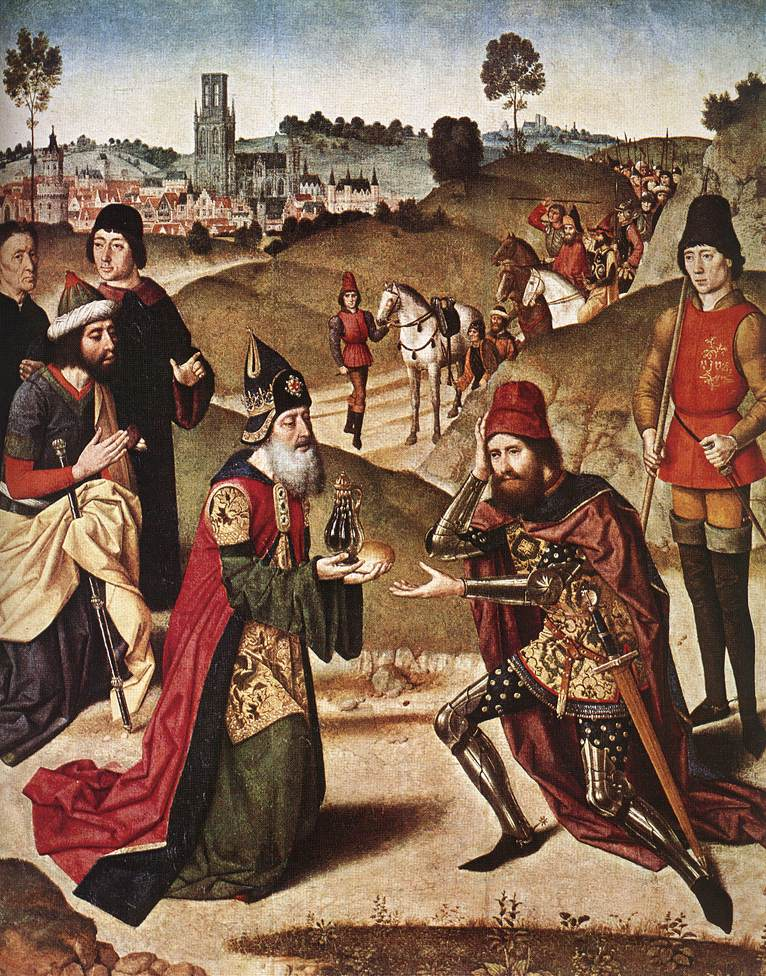
Ábrám találkozik Melkisédekkel

Ábrám népének kettéválása után a Jordán keleti partvidékét észak-mezopotámiai seregek támadták meg. A hadak élén Elám királya, Khédorlaomer állt, aki hatalmas adókat vetett ki a síkság városaira. Tizenkét év elteltével a Jordán menti városok fellázadtak Khédorlaomer uralma ellen, de az elámi uralkodó a Sziddim-völgyi csatában leverte a lázadók hadát, és foglyokat ejtett, köztük Ábrám unokatestvérét, Lótot. 

Ábrám a hír hallatára összehívta harcosait, és Khédorlaomer üldözésére indult. A csapatokra bomlott sereg az éjszaka leple alatt támadta meg az elámi király seregét, és győzelmet aratott felettük. Ábrám egészen Damaszkuszig űzte ellenségeit, és kiszabadította Lótot, valamint visszaszerezte minden jószágát és népét. Miután Ábrám visszatért a csatából, Melkisédek, Sálem királya megáldja őt. Szodoma királya is üdvözli Ábrámot, és felajánlja neki a hadizsákmányt népéért cserébe. De Ábrám úgy dönt, hogy a Szodomából elrabolt javakat egy szálig visszaadja a város királyának, és megmarad népének élén.
Miután Szárai magtalan volt, úgy tűnt, az Úr jóslata, miszerint Ábrám leszármazottai fogják örökölni az ígéret földjét, nem válhat valóra. A 15:2 versben kiderül, hogy Ábrám egyetlen örököse Damaszkuszi Eliézer, Ábrám felszabadított szolgája lenne. Az Úr azonban ismét ígéretet tesz Ábrámnak, hogy véréből származó utóddal ajándékozza meg őt. 

A szokásoknak megfelelően Szárai Ábrámhoz adta egyiptomi szolgálóját, Hágárt, aki hamarosan gyermeket fogant. Szárai féltékeny lett a terhes asszonyra, és ezért úgy megkeserítette szolgálója életét, hogy az a sivatagba menekült előle. Az Úr angyala meglátogatta Hágárt a sivatagban, és megígérte neki, hogy gyermeke hatalmas nép őse lesz, de vissza kell térnie úrnőjéhez, és tűrnie kell a megaláztatást. Így született meg Izmael, Ábrám elsőszülött fia, éppen ezért az iszlám őt tartja Ábrám jogos örökösének!
Ábrám 99 éves volt, amikor megszületett közte és az Úr között a szövetség, miszerint Ábrám megfogadja az Úr tanításait, és ígéretet tesz arra, hogy követőit körülmetélik. Ez a szokás mind a mai napig fennmaradt a zsidók és a muszlimok között. Cserébe az Úr ígéretet tett rá, hogy Szárai teherbe esik, és fiúgyermeket szül, akinek neve Izsák lesz. Az ő tizenkét gyermeke pedig nagy nemzetté fog válni. A szövetség megpecsételésére Ábrám neve Ábrahámra, Szárai neve pedig Sárára változott.
Röviddel a szövetség megkötése után az Úr megjelent Ábrahám előtt, ugyanis Szodoma és Gomorra lakóinak bűnös élete felbőszítette őt, és el akarta pusztítani a két várost. Ábrahám megpróbálta megmenteni Szodomát, ahol Lót lakott, ezért megegyezett az Úrral, hogy ha talál tíz igaz embert a városban, akkor nem pusztítja el azt. Hamarosan két angyal érkezett Szodomába, és Lót házában szálltak meg, aki befogadta őket. De a szodomaiak körülvették Lót házát, mert úgy vélték, hogy idegeneket rejteget a házában, és meg akarták őket lincselni. Miután Lót kimenekítette az angyalokat Szodomából az Úr haragja lesújtott a városra.

### Ábrahám és az Úr szövetsége
Ábrahám ószövetségi történetének alapvető elemei az Úrral kötött szövetségek. A Teremtés könyvében többször is megismétlik és megerősítik a kettejük között fennálló szövetséget.

A legelső szövetség még Ur városában köttetik meg kettejük között. Ekkor az Úr megjelent Ábrám színe előtt, és megparancsolta neki, hogy vonuljon ki "a földre, amelyet Ő mutat neki." Már ekkor megígéri Ábrámnak az Úr, hogy leszármazottait megsokasítja, és megáldja őket.
Az eredeti szövetség megerősítésére akkor kerül sor, amikor Ábrám visszatérve Egyiptomból elválik Lóttól. Miután Lót a Jordán termékeny síkságát választotta, az Úr megnyugtatta Ábrámot, hogy ameddig csak a szeme ellát, neki adja a földet, és "olyanná teszi magját, mint a földnek pora", azaz kiterjedt nemzetsége lesz. A szövetség tehát az új szállásterületen és Lót leválása után is életben maradt. Ennek emlékére állított Ábrám oltárt a hebroni Mamré tölgyesében.
Ábrám és az Úr következő szövetségüket a Sziddim-völgyi csata után kötötték meg. A párbeszéd Ábrám könyörgéséből indul ki, mert noha az Úr megszámlálhatatlan utódot ígért neki, lassan élete végéhez közeledik, és még egyetlen gyermeke sem született. Az Úr ismét megnyugtatta Ábrámot, és fiú gyermeket ígért neki. Ábrám áldozatot mutatott be az Úrnak, aki ezután megjelent álmában. Az Úr azt jövendölte, hogy "magja jövevény lesz a földön, mely nem az övé, és szolgálatra szorítják, és nyomorgatják őket négyszáz esztendeig." Viszont a négyszáz év elteltével az Úr meggazdagodva vezeti ki a felszabadult népet, és nekik adja a földet a Nílustól egészen az Eufráteszig, azokat a területeket, amelyeket a keneusok, kenizeusok, kadmoneusok, hittheusok, perizeusok, refeusok, emoreusok, kananeusok, girgazeusok és jebuzeusok laknak.
Ábrahám felesége, Sára meddő volt. Amikor Sára ráébredt, hogy már túllépte azt a kort, amikor gyermeket hozhat a világra, rábeszélte Ábrahámot, hogy nemzzen örököst egyiptomi rabszolganőjével, Hágárral. A kellő időben Hágár fiút szült neki, aki a Izmael nevet kapta. Ezután az Úr ismét megújította vele szövetségét. Ezt a szövetséget az Ószövetség körülmetélkedési szövetségnek is nevezi, ugyanis az Úr azt kérte Ábrámtól, hogy szövetségük jeleként minden férfit metéljenek körbe. Ezt követően pedig minden fiú gyermekeket nyolc napos korában metéljenek körbe. A 99 éves Ábrám nevét az Úr Ábrahámra változtatta, feleségét pedig Szárairól Sárára. Ennek a szövetségnek a jelentősége abban áll, hogy az Úr immár Sára fián, Izsákon keresztül ígéri meg Ábrahámnak, hogy leszármazottai nagy néppé válnak és áldottak lesznek. Ugyanakkor Izmael is nagy népek atyjának nevezi meg az Úr.

Ez a szövetség másban is különbözött az előbbiektől. Ez az első kétoldalú és feltételes megállapodás Ábrahám és az Úr között. A Szentírás kiemeli, hogy az Úr csak akkor teljesíti ígéretét, ha Ábrahám és leszármazottai is betartják és véghez viszik a szövetségben vállalt kötelezettségeket.

### Izsák feláldozása

Ábrahám feláldozza Izsákot Laurent de La Hyre festménye, 1650

Amikor az Úr megígérte a 99 éves Ábrahámnak, hogy fiú gyermeke fog születni az ugyancsak idősödő Sárától, nevetni kezdett, és Sára sem akarta elhinni, hogy még gyermeket fog szülni. Mégis Szodoma és Gomorra pusztulása után az Úr meglátogatta Sárát, aki fiú gyermeket fogant, és Ábrahám 100. életévében világra is hozta gyermekét, Izsákot. A fiú neve azt jelenti hogy nevetni fog, utalva arra, hogy szülei is csak nevettek születésének lehetőségén. Sára és Ábrahám közös gyermeke pedig megpecsételte Hágár és Ismáel sorsát Ábrahám táborában. Sára arra kérte férjét, hogy küldje el az egyiptomi szolgálót és gyermekét. Ábrahám az Úr tanácsát meghallgatva kenyeret és vizet adott Hágárnak, majd elbocsátotta őt táborából.
Évekkel Izsák születését követően az Úr parancsot adott Ábrahámnak, hogy hűsége jeléül áldozza fel neki egyetlen fiát Mória földjén. Iosephus Flavius szerint Izsák ekkor 25 éves volt, míg a Talmud tanítása szerint 37. életévét töltötte be. Ábrahám nehéz szívvel engedelmeskedett az Úr akaratának, és három napon keresztül vándorolt, hogy elérje az Úr által kijelölt hegytetőt. Amikor a hegy lábához értek Ábrahám megparancsolta szolgálójuknak, hogy várja meg őket, amíg ők elvégzik az áldozatot. Izsák vitte hátán azt a fát, amelyen apja őt akarta feláldozni, és nem értette, hogy hol van a bárány, amelyet áldozatul akarnak bemutatni az Úr előtt. Ábrahám azt felelte, hogy majd az Úr ad egyet. 

Amikor Ábrahám majdnem feláldozta gyermekét, az Úr angyala megakadályozta őt, és helyette egy kost adott neki az áldozathoz. Ábrahám ezzel bizonyította feltétlen hitét és hűségét az Úr előtt, és ezért a mindenható ismét ígéretet tett rá, hogy utódai nagy nemzetté válnak majd. Az áldozat bemutatása után Ábrahám és Izsák nem tértek vissza azonnal táborukba, Sárához, hanem Ábrahám szolgálóihoz, Beersebába ment. Itt volt Ábrahám harmadik feleségének, Ketúrának tábora, és itt lakott Izsák jövendőbeli felesége, Rebeka is.

### Utolsó évei
Az Ószövetség elbeszélései ezek után főleg Izsák történetére koncentrálnak. Sára 127 éves korában halt meg, és halálának hírére Ábrahám visszatért Hebronba, és megvette Makpelá barlangját és a hozzá tartozó területet a hettita Ephrontól, ahol feleségét eltemette. Ábrahám meggyászolta Sárát, akinek halála eszébe juttatta saját életének végét is. Ábrahám utolsó éveiben igyekezett Izsák számára megfelelő családi kötelékeket kialakítani. Ezért Ábrahám elküldte leghűségesebb szolgálóját, a damaszkuszi Eliézert Mezopotámiába, hogy rokonai közül válasszon feleséget Izsák számára. Eliézer komolyan vette feladatát, és végül Rebekával, Bethuél leányával és Nákhor unokájával tért vissza Kánaánba. Rebeka tehát egyúttal Izsák unokatestvére is volt.
Ábrahám még hosszú éveken keresztül életben maradt Izsák házassága után, és Sára halálát követően újra megnősült. Egyik ágyasát, Ketúrát vette feleségül, aki hat fiút szült neki: Zimránt, Joksánt, Médánt, Midiánt, Isbákot és Súahot. A 25:6 versben Ábrahám minden vagyonát és hatalmát Izsákra hagyja, és Ketúráh fiait gazdag ajándékokkal elküldi keletre, hogy ne állhassák útját Izsáknak.
Ábrahám végül 175 évesen halt meg. A zsidó hagyomány úgy tartja, hogy eredetileg 180 évet szánt az Úr Ábrahámnak, de végül elvett tőle öt évet, mert meg akarta őt kímélni Ézsau gonosz cselekedeteitől. Izsák és Izmael a Makpelá barlangjába temették el apjukat, ahol Sára is nyugodott. A sír évszázadokkal később az iszlám egyik legfontosabb zarándokhelyévé vált.

## Ábrahám értelmezése különböző vallásokban
Az ábrahámi vallásokban Ábrahám szerepe rendkívül meghatározó. Mind a négy vallás követői úgy tekintenek rá, mint hitük alapítójára, ősatyára. A zsidó és keresztény nézőpont szerint Ábrahám Izsákon keresztül az izraeliták őse, míg az iszlám úgy tartja, hogy elsőszülött fia, Ismáel volt az arab nemzetek felmenője, és Mohamed őse.

### Ábrahám a zsidó vallásban
A judaizmus a többi ábrahámi valláshoz hasonlóan Ábrahámot a zsidó hit alapkövének, a vallás alapítójának tekinti. Ő a zsidó nemzet ősatyja, az első pátriárka az Ószövetségben, és Izsák révén ő a felmenője Jákobnak, vagyis Izráelnek, ezért tőle származtatják a 12 izraeli törzset. Mivel az Úr Ábrahámnak és leszármazottainak ígérte a jelenlegi Izrael földjét, ez mind a mai napig meghatározza a zsidók területi követeléseit.
Az Ószövetségben Ábrahám Isten első követője, ezért ő a vallás kútfeje, tőle ered a zsidó hit. Az Ótestamentum sorai úgy emlékeznek meg Jahvéról, mint Ábrahám Istenéről. Ábrahám egész népe így nevezi az Urat, ahogyan arra Eliézer is utal a Teremtés könyvében, amikor Istenhez fohászkodik, hogy rátaláljon az Izsákhoz illő feleségre: "Uram! Én uramnak Ábrahámnak Istene, hozd elém még ma, és légy kegyelmes az én uram Ábrahám iránt." A kor többi istenétől megkülönböztetve később is találhatunk utalásokat Ábrahámra az Ószövetségben. A Teremtés könyve 26:24-ben például maga az Úr nevezi magát Ábrahám Istenének Izsák előtt. Jákob is ugyanígy emlékezik meg az Úrról, és Mózest is emlékezteti az Úr a Kivonulás könyvében, hogy a vallás Ábrahámtól ered.

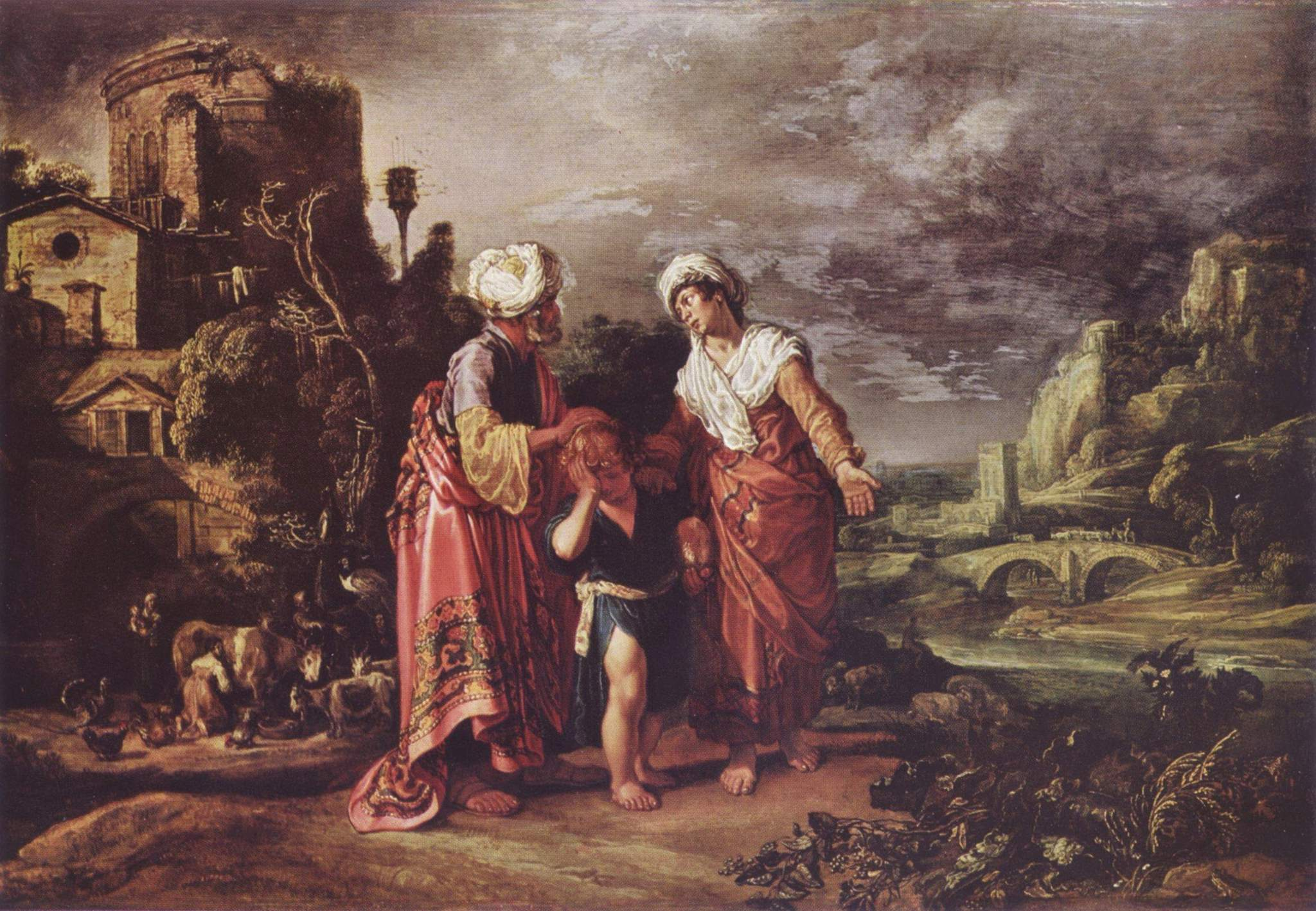
"Hágár elbocsátása", Pieter Pietersz Lastman festményén, 1612

A zsidó hagyomány a Tórában és más rabbinikus tanításban is kiemeli Ábrahám tíz próbatételét. Az Ószövetségben csak néhány utalás fedezhető fel ezekre a próbákra. Ilyen a Számok könyvének 14:22 verse, és Jób könyvének 19:3 verse. Noha a zsidó Biblia-magyarázatokban legtöbbször feltűnik a tíz próbatétel, abban nincs teljes egyetértés, hogy pontosan melyik az a tíz esemény, amellyel az Úr próbára teszi Ábrahám hitét. Egyes megközelítések szerint az Úr Ábrahámot hét próbának vetette alá tíz helyett. Ennek abban van jelentősége, hogy a különböző leírásokban is hét próba egyezik meg. Ez a hét próba a következő:
1. Az első próba Ábrám elhívása, azaz a Lech Lecha, amikor az Úr felszólítja Ábrámot, hogy hagyja el családját és rokonait, és induljon el Kánaán földjére.
2. Az ígéret ellenére Kánaán földjén hamarosan aszály és éhínség pusztít, ezért kénytelen Egyiptomba menekülni.
3. Egyiptomban Sára a fáraó háremébe kerül.
4. Lót rabságba esik a négy király öt király ellen vívott csatájában, ezért Ábrahám kénytelen háborút indítani Elám uralkodója ellen.
5. A körülmetélkedési szövetségben az Úr arra szólítja fel Ábrahámot, hogy 99 évesen metélje körül magát és házának egész népét.
6. Izsák születése után Sára nyomására Ábrahám elküldi táborából Hágárt és elsőszülött gyermekét, Ismáelt.
7. Minden leírás szerint Ábrahám legnehezebb próbatétele Izsák feláldozása volt.

Egyes próbatételeket egyszerűen ketté bontanak, így alakítva ki Ábrahám tíz próbáját. Így például Hágár és Ismáel elbocsátását is sokszor ketté bontják. Ezen kívül a zsidó hagyományokra illetve a Biblia egyéb történeteire alapul a fennmaradó próbatételek leírása, amelyek közül a következőket használják fel a leggyakrabban:
1. Ábrahám 13 éven keresztül a föld alatt bujkált Nimród király elől, aki meg akarja gyilkoltatni, mert Ábrahám nem volt hajlandó meghajolni egy bálvány előtt.[39] Ez a próbatétel a zsidó hagyományokra épül, amelyek leírják, hogy Ábrahám apja, Terah egy bálványokat árusító bolt tulajdonosa volt. Ábrahám (pontosabban Ábrám) már hároméves korában kételkedni kezdett a szobrok erejében, ami oda vezetett, hogy a gyermek összetört néhány bálványt. Vétkéért bátyjával, Háránnal együtt a király előtt kellett felelnie. Amikor azonban Ábrahám nem volt hajlandó meghódolni egy bálvány előtt, Nimród halálra ítélte.
2. A hagyományok szerint a következő próbatételre akkor került sor, amikor a király katonái elfogták Ábrahámot és testvérét, és tűzbe (egyes leírások szerint egy égő bokorba) vetették őket. Ábrahámot megvédte a hite, és sértetlenül került ki a lángok közül, de Hárán hite nem volt elég erős, ezért ő meghalt. Erre a Teremtés könyvében is találhatunk utalást.[11]
3. A bibliai történetek közül Ábrahám próbatételei között említik Hágár feleségül kérését is, amely az ősatya és Sára kapcsolatának nehézségeit mutatja be.
4. Abimélek és Sára története ugyanúgy megjelenik, mint a fáraó háremének leírása.
5. Az Úr jóslata, miszerint Ábrahám leszármazottai 400 éven keresztül idegen rabságban fognak sínylődni, szintén Ábrahám hitének próbája.

A judaizmus minden pátriárkájának egy-egy különleges jellemvonást tulajdonít. Ábrahám esetében ez a jellemvonás a jóság illetve a kedvesség, amelyet általa a zsidó nép is örökölt. A zsidó hagyományok szerint Ábrahám alapított egy iskolát, amelyben saját nézeteit, vallását hirdette. Ehhez kötődően neki tulajdonítják a Szefer Jecirahot, a zsidó ezoterika első könyvét. A zsidók mind a mai napig imáikba foglalják Ábrahám nevét, hiszen Istenükre még mindig gyakran Ábrahám Isteneként hivatkoznak. A Teremtés könyve 15:1 versére alapozva kérik Istent, hogy pajzsával védelmezze őket, mint ahogyan Ábrahámnak ígérte. Emellett a zsidó szertartásokban gyakran utalnak Ábrahám hitének erejére, amikor hajlandó lett volna feláldozni Izsákot. A zsidó hagyományok szerint a halál után Ábrahám kebelére térnek meg.

### Ábrahám a kereszténység tükrében

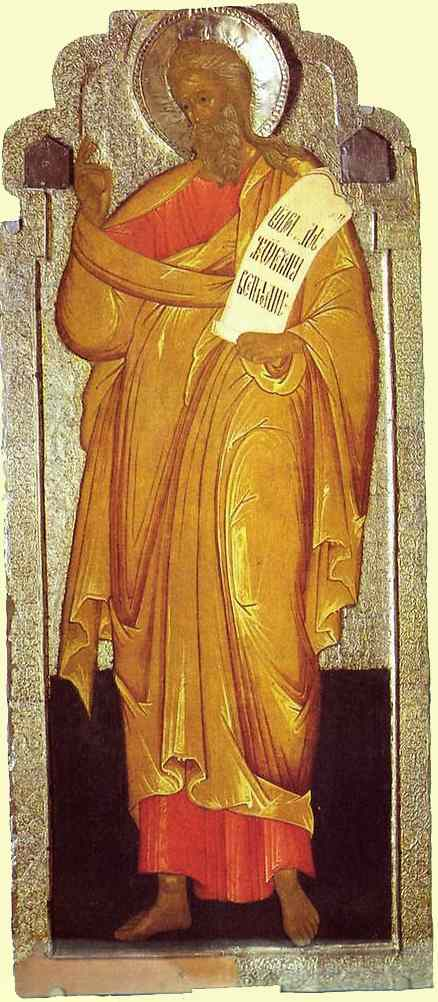
Orosz ikon Ábrahámról a 17. századból

Ábrahám szerepe a kereszténységben is kiemelkedő, az Újszövetség a hit embereként említi, ő kapja meg az isteni ígéreteket, Pál apostol pedig Jézus előfutáraként a hit által elnyert üdvösség példájaként ír róla.
Az Újszövetség szerzői megemlítik, hogy maga Jézus is idézte Ábrahám szavait, hogy alátámassza vele a holtak feltámadásába vetett hitet:
"A halottakról pedig, hogy feltámadnak, nem olvastátok-é a Mózes könyvében, a csipkebokornál, hogy mi módon szólott néki az Isten, mondván: Én vagyok Ábrahám Istene, és Izsák Istene, és Jákób Istene. Az Isten nem holtaknak, hanem élőknek Istene. Ti tehát igen tévelyegtek."
A kereszténység Ábrahám cselekedetei között Izsák feláldozását tartja az egyik legfontosabb momentumnak. Ez egyfelől az Istenbe vetett hit legtökéletesebb megjelenése, másfelől pedig Jézus történetének előrevetítése. Ábrahám feláldozza egyetlen fiát, mint ahogyan az Úr is kereszthalálra ítéli saját gyermekét.
A kereszténység és a zsidó vallás közötti fontos eltérést is Ábrahámra lehet visszavezetni. A Teremtés könyvének 12. fejezetében az Úr Ábrahámnak ígéretet tett, hogy leszármazottain keresztül a föld egész népessége áldást nyer majd. A keresztény nézőpont ezzel kapcsolatban Lukács evangéliumában olvasható, amikor Keresztelő Szent János kimondja, hogy az áldás nem nyerhető el kizárólag azáltal, hogy Ábrahám leszármazottjai vagyunk. A Teremtés könyvében megkötött szövetség Ábrahám utódán keresztül, Jézuson keresztül valósulhat meg. Éppen ezért a kereszténység nyitott vallás, és nem csak a zsidókat fogadja be.
Ábrahám a katolikus egyház szentmiséjében a római kánon anforájában "atyánk a hitben" jelzővel jelenik meg. Emellett a szentek kalendáriumában több napon is megemlékeznek az ősatyáról. A maronita egyház augusztus 20-án, a kopt egyház és az Asszír keleti egyház augusztus 28-án, a római katolikus egyház pedig október 9-én állít emléket az ószövetségi pátriárkának. Ő a vendéglátásban dolgozók védőszentje is.

Az ortodox keresztény egyházak liturgiája "Igazságos atyánk, Ábrahám" szavakkal emlékezik meg a hit emberéről. A keleti ortodox egyházak két ünnepnapot is Ábrahám nevének szenteltek. Az első egybeesik a katolikus egyház október 9-ei ünnepségével, és Lóttal együtt tisztelik ezen a napon (természetesen a Julián naptárt követő országokban ez az időpont két héttel későbbre esik). Ábrahám másik ünnepét az Ősatyák vasárnapján tartják, amely két héttel előzi meg karácsony ünnepét. Ekkor Jézus minden felmenőjét ünneplik.

### Ábrahám az iszlámban
Ábrahámot az iszlám világ Ibráhim néven ismeri. Ő a vallás egyik legkiemelkedőbb alakja, hiszen az iszlám hit prófétája, és Ismáel édesapja. Elsőszülött fiát, Ismáelt az arab népek ősatyjaként tisztelik, akinek utódai között van Mohamed is. Az iszlám tanítása szerint Ábrahám jogos örökösét, vagyis Ismáelt akarta feláldozni Allahnak Izsák helyett. Ezt a muzulmán hagyomány többféleképpen is próbálja alátámasztani. Ezek egyike az a feltevés, hogy Izsák az áldozat bemutatásának idején még meg sem született. A Korán viszont nem tisztázza, hogy Ábrahám pontosan melyik gyermekét akarta feláldozni.

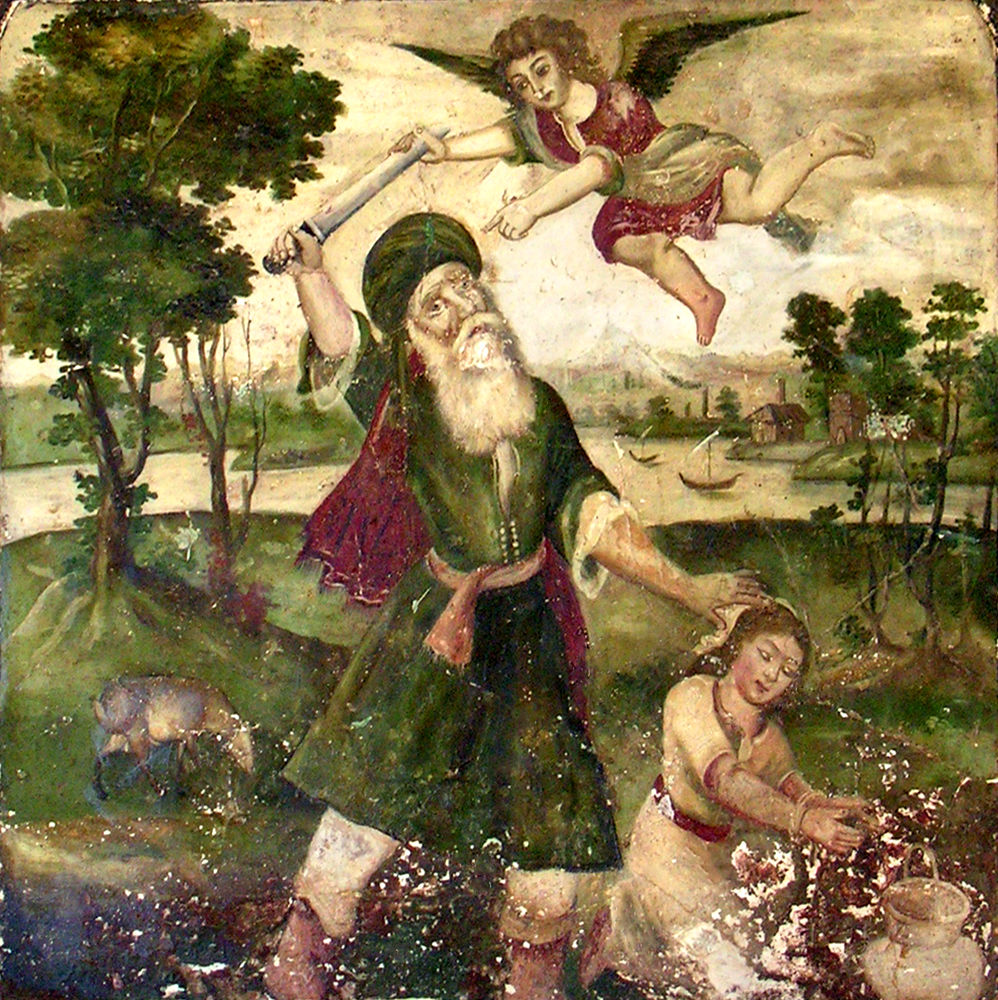
Ibrahim feláldozza fiát, Ismáelt. Freskó Sirázból.

Ábraham egyike az első és legfontosabb iszlám prófétáknak, akit gyakran hívnak Khalil Ullahnak, vagyis Isten Barátjának. Hanifnak, vagyis az egyistenhit felfedezőjének is tartják. A Korán szerint Ábrahám felismerte, hogy érdemtelen bármi olyasmit tisztelni, amely idővel elmúlik. Ezzel a felismeréssel vált Ábrahám az első monoteistává. A zsidó hagyományokhoz hasonlóan a Korán is leírja Ábrahám gyermekkorát. Ezek szerint apja, Ezera bálványokat készített, amelyeket Ábrahám összetört. Bűnéért tűzbe vetették, amelyet csodás módon túlélt. Neve többször is előfordul a Korán 25 szúrájában, és a szent szöveg mindössze Mózes nevét említi gyakrabban.
A muszlim hagyományok úgy tartják, hogy elsőként Ábrahám építette fel a Kába szentélyt Mekkában, ahol Ábrahám lábnyomait is őrzik. Az iszlám oszlopai közül az ötödik, a háddzs Ábrahám, Hágár és Ismáel útját követi végig a Kába szent helyéig. A hagyományok szerint Ábrahám többször is visszatért Arábia északi részébe, miután elvált Hágártól és Ismáeltől (ennek helyén épült fel Mekka városa). A látogatások során a próféta itt építette fel Allah első házát, a Kába szentélyt. 
Az Eid ul-Adha ünnepe Allah parancsát állítja központba, vagyis az elsőszülött gyermek feláldozását. Az áldozat bemutatására hajlandó Ábrahámon feltétlen hite miatt megkönyörült Allah, és visszaadta neki gyermekét, és egy kost ajándékozott a pátriárkának áldozatul. Az Eid ul-Adha ünnepén a muszlimok valamilyen háziállat feláldozásával emlékeznek Ábrahám hitének erejére, amelyet szétosztanak a család, barátok, és leginkább a szegények között.
Noha az iszlám szerint Ábrahám Ismáelt és nem Izsákot akarta feláldozni az Úr színe előtt, a muszlimok mégsem tagadják a korábban megkötött szövetséget, amely elsőként a zsidókra szállt. Azonban az iszlám hit szerint a zsidók Jézus prófétaságának megtagadásával felbontották a szövetséget.

## Történelmi kritikák
A középkorban senki sem vonta kétségbe Ábrahám létezését. Majd minden, az indiai szubkontinens és az Atlanti-óceán között élő nép - a keresztények spirituálisan, a mohamedánok és a zsidók fizikai értelemben - Ur városának e pátriárkájától származtatta magát. A zsidóknak még "családfájuk" is van: a Tóra, az Ábrahám utódainak történetét elbeszélő szövegek gyűjteménye.
Azok a kutatók, akik Ábrahám történelmi gyökereit kutatják, egyáltalán nincsenek könnyű helyzetben. Már az ősatya időbeli behatárolása is jelentős kihívást jelent. A mazoretikus Tóra szerint Ábrahám 1948 évvel a bibliai teremtés után született, és 175 évig élt. Ez a zsidó időszámítás szerint azt jelenti, hogy az ősatya Kr. e. 1812-től 1637-ig élt. A Jubileumok könyve szerint Ábrahám a teremtés után 1876 évvel született és 534 évvel a kivonulás előtt. A Teremtés könyvének szamaritánus változata nagyjából megegyezik a Jubileumok könyvében található időszámítással egészen az özönvízig. A nagyrészt 100 éves eltérés eredményeként a szamaritánusok szerint Ábrahám 2247 évvel a teremtés után született. A görög Septuaginta pedig minden pátriárka születési idejét mintegy 1000 évvel kitolja, vagyis Ábrahám születését 3312 évre teszi a teremtést követően.
A különböző Biblia-értelmezések hagyományos kormeghatározása mellett az elmúlt évszázadban nagy figyelmet fordítottak az ábrahámi kor valós meghatározására. Pedig már Ábrahám eredeti személyiségét is nehéz megállapítani. Gyakran az amoriták elöljárójaként emlegetik, vagy egy nagyszabású szemita vándorlás vezetőjeként Mezopotámiában. Egyes vélemények szerint Ábrahám valójában egy Hold istenség volt, hiszen Ur és Harrán vidékén népszerű volt a Hold-kultusz. A különböző vélemények abban egyetértenek, hogy Ábrahám alakja szorosan összefonódik Hebron vidékével. Ezt támasztják alá az ősatyáról szóló irodalmi leírások és a helyi történetek, legendák is. Az Ábrám/Ábrahám kettős elnevezés azt az elméletet is felvetette, hogy a Biblia elbeszélése esetleg két kivételes ember történetét írja le. Ez azonban nem magyarázza meg Sára és Szárai névkettőzését.
A történelmi Ábrahám körül kialakult vita több mint egy évszázaddal ezelőtt kezdődött, amikor az ékírást megfejtették. Ekkor egy brit Mezopotámia-kutató, Theophilus G. Pinches a 19. század végén lefordította a British Museum Spartoli gyűjteményében található babiloni kőtáblákat. Ekkor találtak rá az úgynevezett khédorlaomeri szövegekre, amelyek a Teremtés könyvének 14. fejezetének korai formáját tartalmazzák. A szerző feltehetőleg zsidó származású volt, és akkád nyelven írt. A Kr. e. 600-700 közé datált kőtáblák a Sziddim völgyében vívott csata királyai közül hármat neveznek meg. Ez azért rendkívül fontos a tudomány számára, mert a Teremtés könyvének ez az egyetlen olyan fejezete, amely Ábrahámot történelmi eseményekhez illetve személyekhez köti. A korabeli Biblia-kutatók úgy vélték, hogy nincsen más dolguk, mint pontosan behatárolni Ábrahám történelmi kortársait, és ezzel fény derül az ősatya valódi korára. Viszont az archeológia és a nevek nyelvészeti vizsgálata nem bizonyult egyszerű feladatnak. 1887-ben Eberhard Schrader volt az első, aki felvetette, hogy a bibliai Amrafel a nagy babiloni uralkodó, Hammurápi nevének felelhet meg. 1915-re a tudósok nagy része meg volt győződve arról, hogy a bibliai Amrafel valóban Hammurápi nevének felel meg. Az ékírás sajátságaiból kiindulva elhagyták az első h hangot, és az így keletkező Ammurápi már hasonlított a latinosan írt Amraphel névhez. William Foxwell Albright ezután igyekezett pontosítani Hammurápi uralkodásának idejét, amelyet a Kr. e. 18. századra tett. Ez korábbi éveket jelöl meg, mint a hagyományos bibliai leírások. A kutatásba teológusok és más vallásos szakértők is bekapcsolódtak, akik igyekeztek kihangsúlyozni, hogy a Biblia évszámai nem feltétlen fedik a valóságot. Schrader illetve Pinches elméleteivel szemben ők egy Kr. e. 23. századi asszír uralkodóval igyekezték összhangba hozni Ábrámot. Később Michael Astour állt elő egy meglehetősen újszerű megközelítéssel. A Teremtés könyvének 14. fejezetét úgy magyarázta, mint a babiloni fogságban élő zsidók Babilon-ellenes propagandáját. Ennek alapját szintén a khédorlaomeri szövegek jelentették. A kőtáblákon és a Bibliában szereplő uralkodókat nagyrészt asszír, khaldeus és hettita királyokkal azonosították a kutatók illetve Astour maga. A bibliai neveknek megfeleltetett királyok mindegyike elfoglalta hosszabb-rövidebb időre Babilont, és elnyomták, kirabolták és sanyargatták az ott élőket, köztük a zsidókat is. Ebben a környezetben egy vallási köntösben megjelenő bírálat valóban megállhatja a helyét.
A khédorlaomeri szövegek után rábukkantak az Abi-ramu névre egy babiloni szerződésen a Kr. e. 2000-ből, amely egyes elméleteket alátámasztott, másokat elhalványított. Több mint 4000 évvel Ábrahám feltételes életét követően természetesen szinte lehetetlen bármilyen konkrétumot találni az ősatyára vonatkozólag. A hosszas kutatások eredményeit az alábbi táblázat foglalja össze:
| Név a Teremtés könyve szerint            | Történelmi név                       |
| ---------------------------------------- | ------------------------------------ |
| Amrafel, Sineár királya                  | Hammurapi, Babilon uralkodója        |
| Ariókh, Elászár királya                  | Eri-aku, az asszíriai Larsza királya |
| Khédorlaomer, Elám királya               | Kudur-Lagamar, Elám királya          |
| Thidál, a Góim (azaz a nemzetek) királya | Tudhulu, Gazza gyermeke              |

A fenti elméleteket nagyrészt alátámasztó kőtáblák hozzávetőleg tehát Kr. e. 600-700-ból származnak, vagyis jóval Hammurapi uralkodását követően, körülbelül abból az időből, amikor Mózes első öt könyve végleges formába került. Noha az úgynevezett khédorlaomeri kőtáblák jelentős információkkal szolgáltak a Biblia-kutatások számára, nem adnak választ minden kérdésre. A kőtáblák nyomán feltámadt egyik legnagyobb vita éppen Hammurápi személye körül bontakozott ki, aki a Holt-tenger vidékére sohasem vezetett hadjáratot, vagyis nem lehetett közvetlen befolyással a zsidók életére. Másfelől viszont Babilonban is éltek zsidók, és a nagy bábeli uralkodó fia többször is sereget vezetett Mezopotámiától délre. Az mindenesetre vitathatatlan, hogy a khédorlaomeri táblák állnak archeológiailag a legközelebb a Teremtés könyvében felsorolt keleti uralkodók valódi kilétéhez. A gond mindössze az, hogy a bibliai nevek bármely történelmi uralkodó nevével összevetve túl nagy korbeli különbségeket mutatnak. Nyelvészetileg talán a legnagyobb eséllyel ki lehet következtetni az uralkodók valódi neveit, de azok kronológiailag sehogyan sem egyeztethetők össze.
Több kutató úgy véli, hogy Mózes öt könyvének több fejezete, beleértve Ábrahám és Mózes történeteit is, Jósiás király vagy Ezékiás király uralkodásának idején született. Júda királyságának vezetői a Jahvét követő egyistenhitet akarták megerősíteni országukban, és ehhez történelmi hátteret adni. Ezt támasztja alá az a tény is, hogy a zsidó királyságok nagy szomszédainál, mint Egyiptom vagy Asszíria is mindössze Kr. e. 650-től jelentek meg Bibliára utaló feljegyzések.
A későbbi kutatások azonban egyre több kérdést vetettek fel, és a kutatók hamarosan belátták, hogy Ábrahámot szinte lehetetlen szigorúan történelmi alakként jellemezni. Napjainkban széles körben elfogadott tény, hogy nem létezik olyan régészeti lelet, amely egyértelműen bizonyítaná Ábrahám történelmi létét. Emellett kihangsúlyozható, hogy minden régészeti kutatás kudarca ellenére Ábrahám alakja nagyon is élénk a Teremtés könyvében, és a vallásos körökben.

## Fordítás
- Ez a szócikk részben vagy egészben  az   Abraham című angol Wikipédia-szócikk fordításán alapul.  Az eredeti cikk szerkesztőit annak laptörténete sorolja fel. Ez a jelzés csupán a megfogalmazás eredetét és a szerzői jogokat jelzi, nem szolgál a cikkben szereplő információk forrásmegjelöléseként.